# Власов, Пётр Дмитриевич
Пётр Дмитриевич Власов (25 июля 1916 — 29 сентября 1943) — участник Великой Отечественной войны, командир роты 814-го стрелкового полка (236-я стрелковая дивизия, 46-я армия, Степной фронт), старший лейтенант. Герой Советского Союза.

## Биография
Родился 25 июля 1916 года в дер. Талица (ныне Бабушкинский район, Вологодская область) в семье крестьянина. Русский. Окончил начальную школу, затем работал в колхозе.
В Красной Армии с 1937 года. Участник советско-финской войны 1939—1940 годов. В 1941 году окончил Сухумское военное пехотное училище. Участник Великой Отечественной войны с июня 1941 года — сражался в предгорьях Кавказа, на Дону, освобождал Украину.
Командир роты 814-го стрелкового полка комсомолец старший лейтенант Пётр Власов с ротой в числе первых в полку 26 сентября 1943 года форсировал реку Днепр и захватил плацдарм в районе с. Сошиновка (Верхнеднепровский район Днепропетровской области Украины) и стойко его удерживал, отражая контратаки противника.
Погиб в бою 29 сентября 1943 года. Похоронен в селе Сошиновка.

## Награды
- Звание Героя Советского Союза присвоено 1 ноября 1943 года посмертно.
- Награждён орденом Ленина и медалями.